# Воробьёв, Юрий Иванович
Юрий Иванович Воробьёв (1922 — 1993) — советский военный деятель, специалист и организатор в области создания ракетно-космической техники, генерал-майор (1963). Член Научно-технического комитета Генерального штаба Вооружённых сил СССР по ракетным стартам.

## Биография
Родился 18 декабря 1922 года в Ростове-на-Дону.
В 1940 году призван в ряды РККА и направлен в Первое Ростовское артиллерийское училище противотанковой обороны и после его окончания в 1941 году был направлен в действующую армию.
С 1941 по 1943 год участник Великой Отечественной войны в составе 129-го гвардейского стрелкового полка 45-й гвардейской стрелковой дивизии в котором командовал взводом, был заместителем командира и командиром батареи, с 1943 года — заместитель командира дивизиона, в составе полка участвовал в прорыве блокады Ленинграда, воевал на Ленинградском и Северо-Западном фронтах.
С 1943 по 1948 год обучался в Военной артиллерийской инженерной академии имени Ф. Э. Дзержинского. С 1948 по 1961 год служил в Управлении реактивного вооружения Главного ракетно-артиллерийского управления в должностях старшего инженера и старшего офицера, заместитель начальника и начальника отдела, с 1960 года — заместитель начальника Управлении реактивного вооружения, занимался вопросами в области создания первых поколений комплексов ракет на жидком топливе и обеспечением стартов ракет-носителей с космическими аппаратами. Указом Президиума Верховного Совета СССР в 1956 году «За создание и принятие на вооружение ракеты Р-5М» и в 1957 году «За заслуги в деле создания и запуска в Советском Союзе первого в мире искусственного спутника Земли космического аппарата „Спутник-1“» Ю. И. Воробьёв дважды был награждён Орденом Красной Звезды.
С 1961 по 1969 год — руководитель 1-го Управления Главного управления ракетного вооружения Министерства обороны СССР. 17 июня 1961 года Указом Президиума Верховного Совета СССР «За успешное выполнение специального задания Правительства по созданию образцов ракетной техники, космического корабля-спутника „Восток“ и осуществление первого в мире полёта этого корабля с человеком на борту» Ю. И. Воробьёв был награждён Орденом Ленина.
В 1963 году Постановлением СМ СССР Ю. И. Воробьёву было присвоено
воинское звание генерал-майор. С 1969 года — член Научно-технического комитета Генерального штаба Вооружённых сил СССР по ракетным стартам. С 1971 по 1988 год — главный специалист
13-го Управления Министерства обороны СССР.
Скончался 20 сентября 1993 года в Москве, похоронен в закрытом колумбарии Кунцевского кладбища.

## Награды
Основной источник:
- Орден Ленина (17.06.1961)
- Орден Отечественной войны I степени (11.03.1985)
- Орден Трудового Красного Знамени (1982)
- четыре ордена Красной Звезды (08.05.1942, 03.11.1944, 21.12.1957, 1966)
- Орден «За службу Родине в Вооруженных Силах СССР» III степени (1975)
- Орден «Знак Почёта» (1956)
- Медаль «За оборону Ленинграда» (1943)
- Медаль «За победу над Германией в Великой Отечественной войне 1941—1945 гг.» (09.05.1945)
- Медаль «В память 800-летия Москвы» (1947)